# 真空
真空（しんくう、英: vacuum）は、通常の大気圧より低い圧力の気体で満たされた空間の状態。
また物理学における概念として、古典論における絶対真空、量子論における真空状態を指す場合にも用いられることがある。
真空を物理学の古典論における絶対真空でいう物質が存在しない空間のように思われることがあるが、微視的ではない大きさの空間で物質が存在しない状態の実現は不可能である。(物理学の古典論における絶対真空を参照)

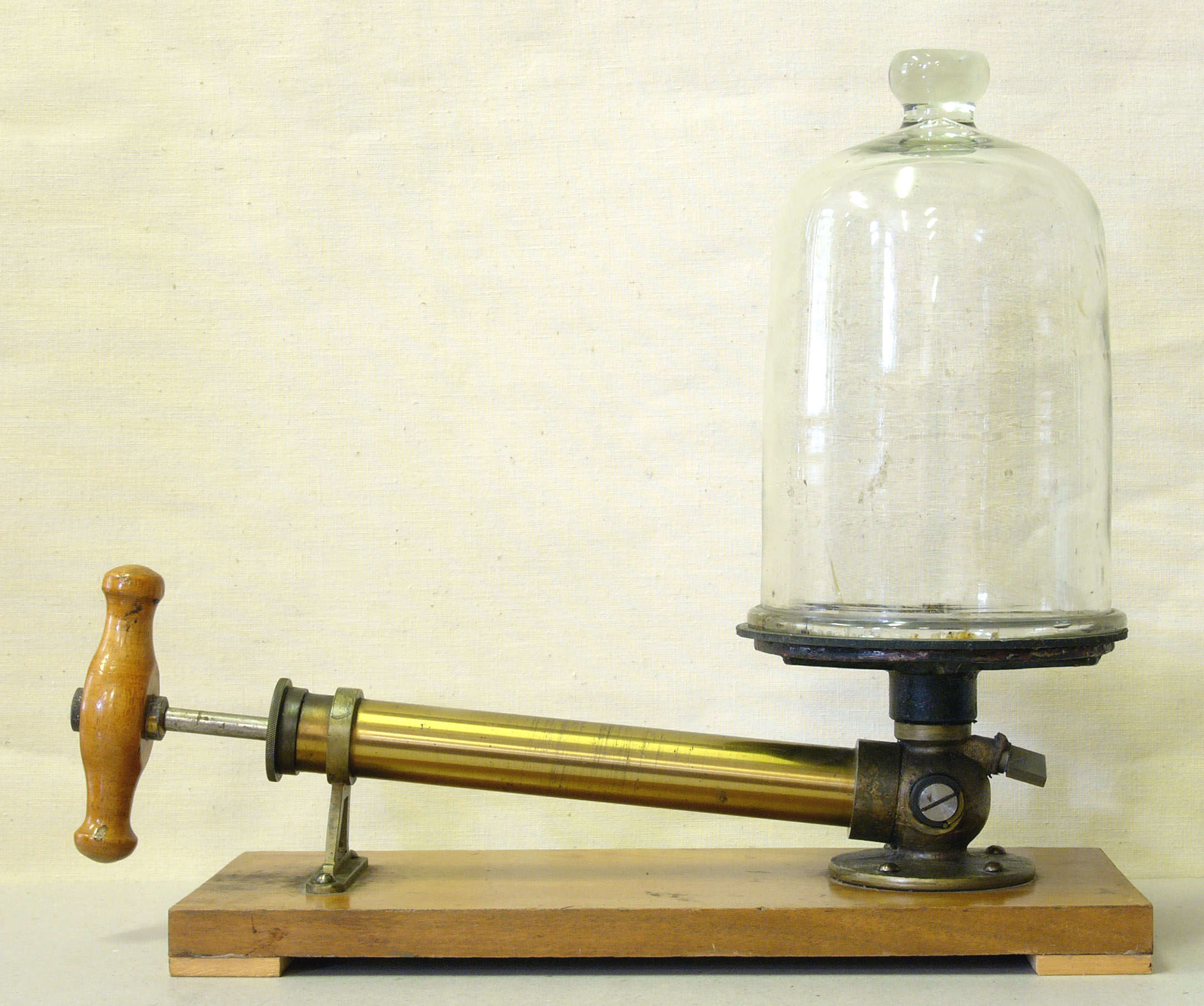
真空を実証するポンプ

## 各分野における真空の語義

### 一般利用での真空
日本産業規格 (JIS)では「通常の大気圧より低い圧力の気体で満たされた空間内の状態」とされている。
真空の状態は真空ポンプを用いて容器内部の気体を排気することで得ることができる。
真空度は対象の空間に存在する気体原子・分子が外壁に及ぼす圧力で表される。単位はTorr（トル）が用いられてきたが、国際単位系への統一に伴いPa（パスカル）に移行しつつある。1 atm=1.01325×105 Pa=760 Torrである。
真空度は言葉のイメージと表現が逆になるので注意が必要である（例：真空度が高い＝圧力が低い、内部の気体が少ない）。
一般的な圧力と同じくゲージ圧と絶対真空度があり、それぞれ所謂ゲージ圧と絶対圧に対応している。丁度摂氏温度(℃)と絶対温度(K)のように、大気圧を0Paとしてそこからの変位量を示したものがゲージ圧。絶対真空を0Paとしてそこからの積算を示したものが絶対真空度である。
但しゲージ圧真空度の場合、所謂ゲージ圧として真空状態を「ゲージ圧−100kPa」のように負の値で表す場合と、別の単位として扱って「ゲージ圧真空度100kPa」のように正の値で表す場合、更に「ゲージ圧真空度−100kPa」のように表す場合があるので、仕様確認時に絶対真空度かどうかと合わせて確認する必要がある。尚、絶対真空度の場合は「1.33×10-7kPa(abs)」のように注記が入ることがある。
ISOにおける真空の領域の区分
ISO 3529-1では真空を圧力領域により次のように区分している。
| 領域     | 英語名            | 圧力範囲        | 地球大気での同等の気圧の地点の地上からの距離 |
| -------- | ----------------- | --------------- | -------------------------------------------- |
| 低真空   | Low Vacuum        | 100 kPa～100 Pa | 地上～約60 km                                |
| 中真空   | Medium Vacuum     | 100 Pa～0.1 Pa  | 約60 km～約90 km                             |
| 高真空   | High Vacuum       | 0.1 Pa～10−5 Pa | 約90 km～約250 km                            |
| 超高真空 | Ultra-high Vacuum | 10−5 Pa以下     | 約250 km～                                   |

尚この超高真空より真空度の高い領域(主に10−8または10−9 Pa以下)として極高真空 (Extreme High Vacuum、XHV) という用語も使用されることがあるが、ISOでは定められていない。

### 物理学の概念としての真空
古典論における絶対真空
古典論において、真空は物質が存在せず・圧力が 0 の仮想的状態、「何も無い状態」である。 絶対真空ともいう。
これは概念的なものであり、実際に実現可能なものではない。
絶対真空とは空間中に原子・分子が一つも存在しない状態を表すが、具体的な方法で実現可能な真空状態(本稿で言う一般利用の真空状態)には物質が存在し圧力が観測される。
例えば地球の表面上の圧力（1気圧）= 100 kPaの条件の下では1 cm3中の気体分子は0 ℃時で2.69×1019個存在する。
真空の実現とはその膨大な量の原子・分子を減らしていく過程であるが、人為的に作り出せる真空状態の限界は10−11 Pa程度である。この圧力下でも1 cm3に数千個の気体分子が存在する。
宇宙空間においても空間中に物質が何も存在しないわけではなく気体原子・分子は存在し、さらに外宇宙と呼ばれる銀河と銀河の間でも気体原子・分子は存在するとされている。
量子論における真空状態
量子論における真空は、決して「何もない」状態ではない。例えば常に電子と陽電子の仮想粒子としての対生成や対消滅が起きている。
ポール・ディラックは、真空を負エネルギーを持つ電子がぎっしりと詰まった状態（ディラックの海）と考えていたが、後の物理学者により、この概念（空孔理論）は拡張、解釈の見直しが行われている。
現在の場の量子論では、真空とは、十分な低温状態下を仮定した場合に、その物理系の最低エネルギー状態として定義される。粒子が存在して運動していると、そのエネルギーが余計にあるわけであるから、それは最低エネルギー状態でない。よって十分な低温状態下では粒子はひとつもない状態が真空である。ただし、場の期待値はゼロでない値を持ちうる。それを真空期待値という。たとえば、ヒッグス場がゼロでない値をもっていることが、電子に質量のあることの原因となっている。

## 真空に関する歴史
真空の存在については古代ギリシア時代から、論争が繰り広げられてきた。紀元前5～4世紀、レウキッポスとデモクリトスの原子論は、自然を構成する分割不可能な最小単位「原子(アトム)」が「空虚(ケノン)」 の中で運動しているとした。一方、アリストテレスは、空間には必ず何らかの物質が充満しているとして、空虚の存在を認めなかった（自然は真空を嫌う）。これに対して、アリストテレスの学派のストラトンは、空気を圧縮する実験によって、原子の距離を縮め得る余地（すなわち原子が存在しない空間＝真空）の存在を主張した。
この議論に決着がついたのは17世紀に入ってからであった。1643年にエヴァンジェリスタ・トリチェリは、一方の端が閉じたガラス管に水銀を満たし、このガラス管を立てると、水銀柱は約76cmとなり、それより上の部分が真空になっていることを発見した。また、オットー・フォン・ゲーリケは1657年、ブロンズ製の半球を2つ合わせて中空の球にして、内部の空気を抜いて真空にするという実験を行った。この2つの半球はぴったりとくっ付き、16頭の馬で引っ張ることでようやく外すことができた。この実験はマクデブルクの半球として知られている。これらは真空の発見であると同時に、気圧の発見でもあった。何も存在しない以上、その空間が何らかの吸引力を発揮するわけがなく、周囲の空間からの圧力を想定しないわけにはいかないからである。
真空が一般化していくのは18世紀に入ってからである。この時期様々な真空ポンプが開発され、蒸気機関や、排水ポンプ、紡績機械などの動力に利用されるようになった。19世紀に入ると白熱電球や、真空管などが開発されることで一般に「真空」という名称が広がっていくことになる。またそれらの開発、製造のためのより高性能の真空ポンプの開発が進むようになった。
20世紀に入ると電球、真空管の進歩や、真空中における技術の発展により、粒子加速器や電子顕微鏡など真空を利用した機器の発達、また電子やイオンに関係する新たな知識、技術が生まれていった。一方で食品や鉄鋼などの産業に真空が利用されるようになると真空ポンプや真空計、真空部品などが産業化され発展していった。日常生活では、空気を完全に抜いた真空パックや真空による氷の昇華を利用したフリーズドライという手法が広く実用化された。
特に1953年にB-Aゲージが開発されると今まで測定できなかった超高真空が測定可能となり、超高真空に対応した真空ポンプや真空部品が発展していくことになる。
現代における代表的真空利用は電子工業用途である。この分野の発展により真空関連産業は急速に発展し、今では多くの産業を支える基盤産業として貢献している。

## 真空の実現方法
大気中にある容器内を真空にするために各種の真空ポンプを使用する。
10−1 Pa程度の真空は、ロータリーポンプで手軽に得ることができる。真空デシケーター等ではこの程度の真空で十分である。
スパッタ等の真空成膜装置ではプラズマ発生時に他の気体が残留するのを防ぐため、10−5 Pa程度の真空度が求められる。このような場合、真空用材料で製作された真空チャンバーと銅ガスケットを用い、ターボ分子ポンプ(TMP)で排気することにより達成できる。
分子線エピタキシー(MBE)や電子顕微鏡、粒子加速器等、10−9 Pa台の真空が求められる場合は、達成に更に多くの工程が必要となる。真空チャンバーをターボ分子ポンプ (TMP) で高真空状態にした後、真空チャンバー全体を加熱（ベーキング）して、チャンバ内壁に付着した気体分子を排除する必要がある。排気は大排気量のターボ分子ポンプ (TMP) のみでも可能であるが、多くの場合はイオンポンプやゲッターポンプが用いられる。MBE用の真空チャンバーでは、チャンバー内で蒸着を行うため、チャンバーの壁面に液体窒素シュラウドを設け、壁面を冷却することで内部に残留した気体分子を固着させ、真空度を上げる手法も用いられている。容積 V を排気速度 S のポンプで排気したときの圧力 p = p0exp(−St/V) となる。ただし t = 0 で p = p0 とする。また、コンダクタンス C1 のパイプの長さを m 倍にすると、コンダクタンスは C1/m になる。

## 真空の計測方法
真空の度合いの計測は、空間中に存在する原子・分子によって気体分子運動論的に生じる圧力を測定する方法による。
真空を初めて測定したのは1643年、トリチェリが発明した水銀気圧計による。現在までに多くの真空計が発明されてきたが、現在では大気圧からおよそ16桁に及ぶ広い範囲を測定することができるようになっている。これらの真空計は測定原理から大きく2つに分けることができる。一つは測定領域に接している固体表面に対して気体分子が及ぼす力を直接計る絶対圧計測型、もう一つは気体分子の密度に依存して変化する物理量（熱や電流）を測定し圧力に換算する分子密度型である。

## 真空内での気体の性質

### 気体の分子密度
気体は非常に数多くの分子からなっており、0 ℃、1気圧の空気であれば1 cm3中に含まれる気体分子の数は2.69×1019個である。温度が一定なら単位体積当たりの気体分子の数は圧力に比例する。一般的に静止衛星軌道程度の高度（100,000 km）であれば空気はまったく無いと思われがちであるが、この高度でも圧力は存在（10−13 Pa程度）し1 cm3の空間に数十個の気体分子が存在している。

### マクスウェルの速度分布
気体中で多くの分子がばらばらの速度で無秩序に飛び回っている。これを統計的に見ると定常状態ではある一定の分布を示す。これはマクスウェルの速度分布則と呼ばれる。

### 平均自由行程
真空中では1気圧の気体と違い圧力領域により気体の振る舞いが変わってくる。気体とは1気圧中では連続流体として扱われるが、厳密には勝手に飛び回る分子の集まりである。分子は小さいながらも大きさを持っているので、移動中に他分子と衝突する。衝突することで方向と速度を変え、再び別の分子に衝突する。この衝突から衝突までの距離の平均を平均自由行程（mean free path）という。
平均自由行程は気体分子の直径を D、分子密度を n とすると D と n に比例する。
目安として空気の平均自由行程は室温、10−1 Pa、で約5 cmである。

### 衝突頻度
容器の表面に衝突する気体分子の数はそこに存在する気体分子の密度と分子の熱運動の平均速度に比例する。これらは分子流領域での真空排気や薄膜形成時には非常に重要な数値となる。

### 圧力
気体が存在すると気体分子同士が運動により動き回り、それらの衝突により当たった対象に気体分子の重さに応じた衝撃が加わる。気体中に壁があっても同様であり、気体分子は常に壁に衝突し、その衝撃により壁に力が加わる。その力を単位面積で割った力が圧力である。
JISにおいては
「空間内のある点を含む仮想の微小平面を両側の方向から通過する分子によって、単位面積当たり、単位時間に輸送される運動量の面に垂直な成分の総和。空間内に定常的な気体の流れがあるときは、流れの方向に対して面の傾きを規定する。」
となっている。
真空では圧力の単位は国際単位系でPa（パスカル）で表されるが、トリチェリによる真空の発見の功績にちなむ Torr（トル）は昔から使用されており、古い書籍や昔ながらの真空技術者は今でも使用している。
真空排気された真空チャンバーは内側の分子量が減って外側からの力が大きくなるため常に外側から差分の圧力を受けることになる。ほとんどの真空装置では100 Pa以下に排気されるため、事実上1気圧の力を受けることになる。

### コンダクタンス
真空装置では真空チャンバーと真空ポンプを繋ぐ配管が必要になる。この配管は真空排気する場合には抵抗として排気速度を遅らせる要因となる。この配管による抵抗の逆数をコンダクタンスという。したがって、コンダクタンスは気体の流れやすさを表す。
コンダクタンスは圧力の違う容器（それぞれの圧力を{\displaystyle P_{1}}、{\displaystyle P_{2}}とする。）を繋ぐ配管があった場合そのつながれた配管中には流れ{\displaystyle Q}が生じる。この場合の配管のコンダクタンスは
{\displaystyle C={\frac {Q}{P_{1}-P_{2}}}}
で表される。

### 気体の流れ
気体の流れには乱流、粘性流、分子流がある。大気状態で突然の流れが生じた場合などは乱流が生じ、部分的に渦や振動が発生するなどして埃や粉塵が舞い上がる要因となる。そのため、真空チャンバーを排気する場合は真空バルブをゆっくり開き排気速度を調整することで乱流を抑えることができる。気体の圧力が高い領域では気体の流れにおいて気体分子同士の衝突が大半を占めるため粘性により流れる。これに対し圧力が下がり、気体分子が、気体分子同士より真空チャンバーの壁面との衝突が多くなっていく領域を分子流という。

### 粘性流と分子流
平均自由行程は分子密度に反比例する。分子密度はそのまま圧力に比例関係なので圧力に反比例し、圧力が低下すると平均自由行程が長くなる。この平均自由行程λを真空装置の代表的な長さL で割った値Kn をクヌーセン数という。
{\displaystyle Kn=\lambda /L}
Kn が0.3以上、平均自由行程が真空空間の壁（例えば真空チャンバの壁）の間の距離の30倍より大きくなると分子同士の衝突ではなく殆どが分子と壁の衝突になる。このような領域を分子流領域（molecular flow region）という。
これに対して分子同士が十分衝突している領域（クヌーセン数＜0.01）を粘性流領域（viscous flow region）という。粘性流領域の気体は連続流体として考えることが出来る。
クヌーセン数が0.01～0.3の間の場合は中間流領域（intermediate flow region）といい、分子流の性質と粘性流の性質が複雑に絡み合った振る舞いを示す。

### 沸点
液体はある温度になると液体の表面から気化（蒸発）が始まる。同時に液体の内部にも上記の気泡ができるようになり、沸騰が起こる。この沸騰が起こる温度を沸点という。沸点は外圧を大きくすると上昇し、外圧が下がると下降する。通常水は1気圧、100 ℃で沸騰する。しかし富士山の山頂では気圧が低いため低い温度（約88 ℃）で沸騰することがよく知られている。
水の沸点はおよそ300 m上るごとに1 ℃下がる。このような現象は水だけに限らずアルコールや石油など全てのものに当てはまる。これは、沸騰が「液体分子が持つ運動エネルギーが周囲の圧力（分子衝突のエネルギー）を上回って液体分子が空間中に放出される現象」であるためである。このときの分子の運動エネルギーは圧力として観測されるが、ある温度において沸騰が始まる（「液体分子の運動エネルギー＝周囲の圧力」となる）圧力を蒸気圧といい、物質により固有の値を取る。
一方、固体から液体に変わる融点は気化ほど周囲圧力の影響を受けない。

### 光の透過・吸収
大気は紫外線、可視光線、赤外線に対して透明だが、およそ185 nm以下の波長に対しては不透明になる。これは空気中の酸素分子が波長240 nm以下の紫外線を吸収することや、窒素分子が185 nm以下の紫外線を吸収することによる。よって紫外線の実験などを行う場合には空気を排気した真空チャンバー（10−3 Pa以下）で行わなければならない。同様にガラスも紫外線に対して透明ではないため、紫外線を利用する実験を行う場合は石英ガラスのように紫外線に対して透明度が高い材料を使用するなど、器材についても十分に検討しなければならない。

### 音の伝播
太鼓を叩くと太鼓の皮がへこみ、その表面近傍の圧力が低くなる（気体分子の分布が疎になる）。しかし次の瞬間には皮が跳ね返ってくるため、皮の表面近傍の空気が押されて圧力が高くなる（気体分子の分布が密になる）。これを繰り返し圧力の変動が伝播すると音となる。真空中では気体分子の密度が低いため音源の振動を十分に伝えられなくなる。分子流領域にいたっては振動による気体分子の分布の粗密がほぼ生じないため音は発生しない。粘性流領域であれば音は伝播するが、気体分子の平均自由行程と音波の波長との兼ね合いで決まる。

### 熱伝導
物質内に温度差があると高温から低温側へ熱が移動する。このとき熱だけが移動する場合を熱伝導という。熱の移動は温度の勾配の逆方向に流れる。気体は液体、固体に比べて分子密度が小さいため熱容量も低く熱伝導率も低くなっている。熱は分子の運動エネルギーであるため分子同士がお互いにエネルギーを交換し合うことで熱が伝導するが、真空の場合は気体分子同士の衝突頻度が少なくなるため熱伝導の効率は極めて悪くなる。
平均自由行程が高温の部分と、低温の部分との間の距離よりも十分に長くなると高温の分子は直接低温の部分に到達する。分子の密度は圧力に比例するため熱伝導率は気体の圧力に比例する。この比例関係を利用したのがピラニ真空計である。

### 電気伝導
空気は通常不導体であるが、空気中の電極間に直流電圧を印加すると、自然に発生した電子が加速されて気体分子を電離し、導電性を帯びるようになる。このときに電極間にわずかに電流が流れる。さらに電極間の電圧を高めると、ある電圧で絶縁破壊がおき、火花放電が起こる。これは自然界で雷が起きる原理と同じである。この火花放電が起こる電圧を火花電圧といい、パッシェンの法則に従う。電極間距離および気圧の積と火花電圧との関係を図示したものをパッシェン曲線といい、気体の種類にもよるが電極間距離および気圧の積が概ね10−2-10−1 [Torr・m]の範囲で火花電圧が最低値を取り、さらにそれ以下の範囲では火花電圧が急激に高くなる。このことから、ある電極間距離に対して気圧との積がこの範囲以下となるような高真空にすることによって高い絶縁性が得られることがわかる。これを応用した機器が真空遮断器である。

### 放電現象
ある程度の真空中（1.3 kPa程度）に電極を置き、その電極間に直流の高電圧を加えると発光する。これをグロー放電という。
この放電をガラス管中で起こすと管長内部で発光状態が異なる。陰極から陽極に向かって陰極暗部、負グロー、ファラデー暗部、陽光柱が観察される。負グロー、陽光柱は気体の種類で異なり、窒素では負グローが青色に陽光柱は赤色になる。
また、陰極近傍では電位分布は負グローに向かってほぼ直線状に上昇する。したがってこの陰極付近では電界が高く、数多くのエネルギーを持つ電子と気体分子との衝突によって盛んに正イオンが作られる。正イオンは加速されて陰極金属に衝突し、正イオンとの運動量の交換により陰極電子金属が空間に放出される。これをスパッタ作用といいその結果放出された陰極電子金属物質は陰極近辺のガラス管の内壁に付着するようになる。
このスパッタ作用は現在では陰極物質を対象物に蒸着し薄膜を形成するための主要な手段になっている。
また陽光柱の部分は電子密度と正イオン密度がほぼ等しい、いわゆるプラズマ状態になる。この陽光柱プラズマは蛍光灯、ガスレーザー管、ネオン管などに利用されている。

### 摩擦
接触している二つの物体が相互に運動しているとき、あるいは運動しようとするときに、その接触面において運動の反対方向に力が加わる。この力を摩擦力という。摩擦力は摩擦面に働く垂直荷重に比例するが、この摩擦力を垂直荷重で除した値が摩擦係数として定義される。大気中での摩擦係数はおよそ1以下になるが、高真空中では金属同士の摩擦係数として100近い数値になることが知られている。この原因として金属表面には大気中であれば酸化物や様々な吸着物によって覆われておりそれらが潤滑剤になるが、高真空中ではそれらが取り除かれるためであると考えられている。
また金属同士の摩擦においては少量の酸素によって摩擦係数は低下する。
真空中で物を駆動させる要求は、半導体製造装置を主とする真空装置や、宇宙用機器において多くあるが、大気中で駆動する場合に比べて摩擦係数が大きくなる。
機械部品を駆動させる場合には大気中では潤滑油などで駆動させるが、真空中では油も蒸発してしまうため潤滑油を使用することができない。そこで宇宙用機器では固体で潤滑できる固体潤滑剤が広く使用される。

## 真空の利用
真空はそれ自体では価値が無いが、真空における特性を利用することで多くの価値を生み出すことが出来る。真空の利用が盛んになったのは18世紀以降で20世紀、特に1960年代以降は産業の基盤技術として広く利用されるようになった。

### 主に真空の清浄性、物理特性を利用したもの

#### 圧力の低下（圧力差）を利用したもの
- 真空チャック
- 排水ポンプ
- 注入装置
- フリーズドライ

#### 気体の分子密度を利用したもの
- 白熱電球
- 真空溶解
- 真空蒸留乾燥
- 真空焼結
- 真空パック
- 真空包装
- 真空包装機

#### 気体分子の平均自由行程が長くなることを利用したもの
- ジャー・魔法瓶・真空断熱材
- 電子管
- 電子顕微鏡
- 加速器
- 蒸着
- 蛍光灯
- レーザー
- 核融合
- スパッタ

#### 分子の入射頻度を減少させ、清浄な面を長時間持続させるもの
- 電子源
- 人工格子

#### 液体を利用したもの
- サイフォン
- 液柱型水銀気圧計

### 主に真空の化学特性を利用したもの
主に半導体プロセスで利用されていて、電子やイオン、プラズマや光による化学反応を利用している。

#### プラズマ反応の利用による成膜・改質
- 材料合成
- 表面改質

#### 高速イオン注入による組成変更
- イオン注入
- 表面の局所合金化

#### ガス分子の分解析出による成膜
- 減圧CVD
- プラズマCVD
- ガス源MBE
- 人工格子

#### ガスと表面との反応による成膜・形成
- 化成蒸着
- 化成スパッタリング
- イオンプレーティング
- 硬質皮膜形成

#### ガスの反応による表面の除去
- エッチング